# كريستوفر نيامي
كريستوفر نيامي (بالإنجليزية: Christopher Neame)‏ هو ممثل بريطاني، ولد في 12 سبتمبر 1947 بلندن في المملكة المتحدة.

## أعمال

### أفلام
- (1989) رخصة للقتل[1][2]
- (2006) العظمة

### مسلسلات
- جاغ

## وصلات خارجية
- كريستوفر نيامي على موقع IMDb (الإنجليزية)
- كريستوفر نيامي على موقع ألو سيني (الفرنسية)
- كريستوفر نيامي على موقع ميوزك برينز (الإنجليزية)
- كريستوفر نيامي على موقع أول موفي (الإنجليزية)
- كريستوفر نيامي على موقع قاعدة بيانات برودواي على الإنترنت (الإنجليزية)
- كريستوفر نيامي على موقع قاعدة بيانات الأفلام السويدية (السويدية)
- كريستوفر نيامي على موقع قاعدة بيانات الفيلم (الإنجليزية)
- كريستوفر نيامي على موقع كينوبويسك (الروسية)